# Salvador Aulèstia

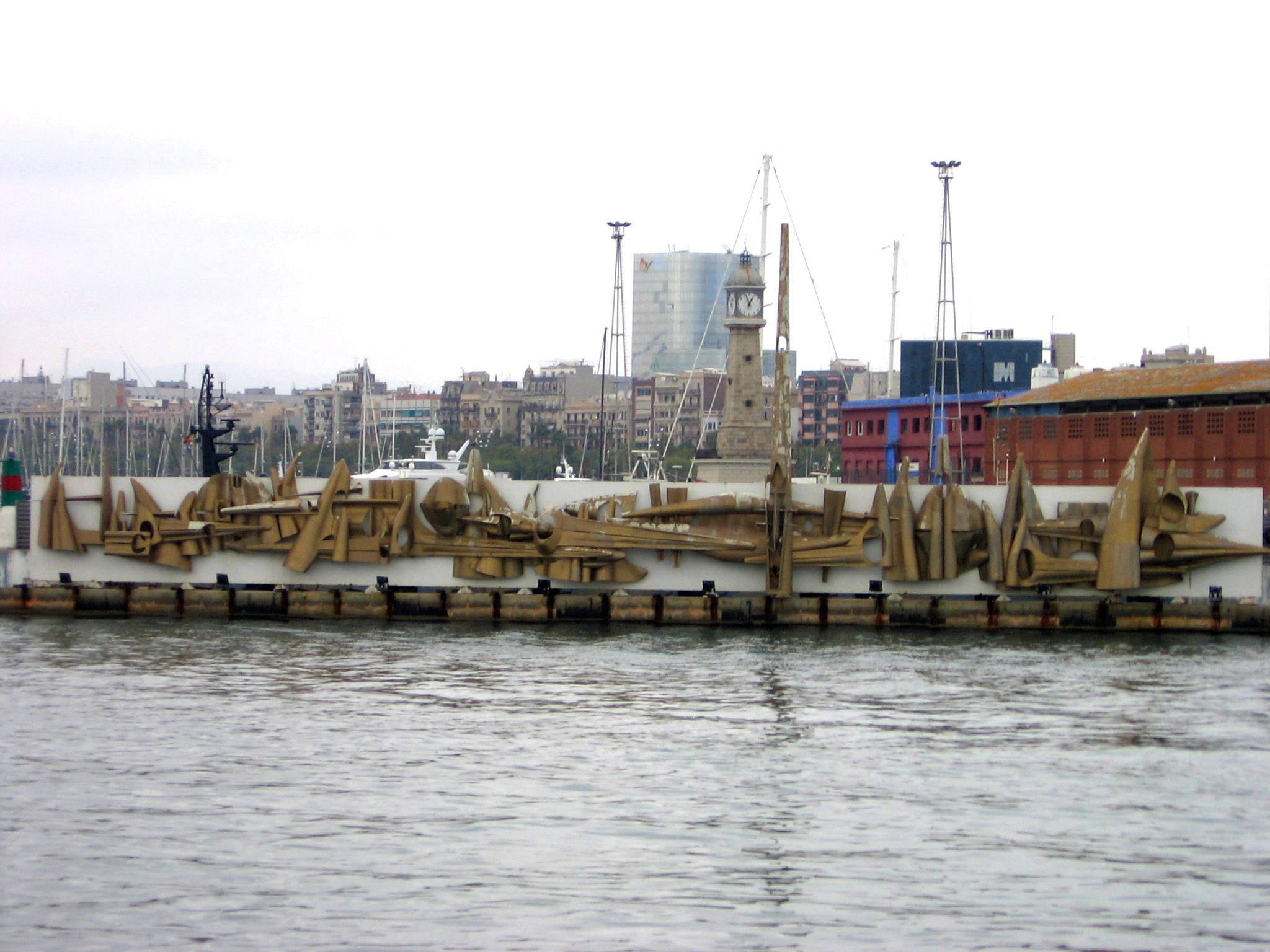
Sideroploide, Ferroestructura núm. 5, o A los hombres de la mar, Puerto de Barcelona.

Salvador Aulèstia i Vàzquez (Barcelona, 1919 - Barcelona, 1994) fue un escultor y pintor español. Cultivó un expresionismo plástico con cierta tendencia a la abstracción. Expuso en el I Salón de Octubre (1948), y desde entonces en diversas exposiciones internacionales. Entre sus obras destacan el Sideroploide en el puerto de Barcelona (1960-1963) y la serie de esculturas-muebles (1965).